# FELV
FELV (ang. Functional Extra-Low Voltage) – obwód o napięciu znamionowym bardzo niskim, niezapewniający niezawodnego oddzielenia elektrycznego od innych obwodów, a napięcie niskie stosowane jest ze względów funkcjonalnych, a nie dla celów ochrony przeciwporażeniowej (jak w SELV). Źródłem zasilania może być autotransformator, transformator obniżający lub prostownik.